# Baltasar de Bastero i Lledó
Baltasar de Bastero i Lledó (Barcelona 1687 - Reus 1750) va ser un religiós català, bisbe de Girona del 1728 al 1745.
Catedràtic de Dret Canònic a la Universitat de Barcelona, era també canonge degà de la seu barcelonina. Després d'arrenglerar-se amb el bàndol borbònic va fer una brillant carrera eclesiàstica. Nomenat Vicari general castrense pel duc de Berwick, va ser inquisidor a Mallorca i Saragossa, i finalment nomenat bisbe de Girona el 1728, càrrec al qual renuncià el 1745 per motius de salut. Es va retirar al convent de Carmelites descalços de Reus, on va morir el 1750.
Sovint es fa menció de la seva carta pastoral del juny de 1715, exhortant als barcelonins a l'obediència a Felip V si no es volia caure en pecat mortal.
El seu germà era Antoni de Bastero i Lledó.